# 北海道道280号妹背牛停车场线
北海道道280号妹背牛停车场线（日语：北海道道280号妹背牛停車場線）是一条位于北海道雨龙郡妹背牛町内的普通道级道路（北海道道）。

## 道路概况
- 起点：北海道雨龙郡妹背牛町字妹背牛（＝JR北海道妹背牛站）
- 終点：北海道雨龙郡妹背牛町字妹背牛（＝北海道道47号深川雨龙线、北海道道94号增毛稻田线交点）
- 总長：0.4千米

## 经过的自治体
- 空知综合振兴局
  - 雨龙郡妹背牛町

## 主要连接道路
- 妹背牛町
  - 北海道道47号深川雨龙線＝妹背牛（终点）
  - 北海道道94号增毛稻田線＝妹背牛（终点）

## 历史
- 1957年7月25日 路線勘定。（227号）（1957年北海道告示第1487号）
- 1994年10月1日 路線编号变更为280号。（1994年北海道告示第1468号）

该路线的前身是1947年8月25日所勘定的準地方費道162号增毛港妹背牛停車場線的一部分路段。